# Sierra de la Sal
Sierra de la Sal es una sierra de la provincia de Cádiz, ubicada en el término de San José del Valle, con 484 m s. n. m., de gran pendiente y con cobertura vegetal de tipo mediterráneo.
En su extremo oriental se une a la Sierra de las Cabras de San José del Valle y forma la garganta de Bogas o Boca de la Foz.

## Origen del nombre
Algunos estudios apuntan a que su nombre puede ser debido a un error en la redacción del primer mapa topográfico de la zona en el siglo XX, escribiendo incorrectamente Alazar, por el hecho de que no hay sal natural en la zona.